# Matelea reticulata
Matelea reticulata là một loài thực vật có hoa trong họ La bố ma. Loài này được (Engelm. ex A.Gray) Woodson mô tả khoa học đầu tiên năm 1941.